# Очищение (фильм, 2004)
«Очищение» (англ. Clean) — драма французского режиссёра Оливье Ассаяса. Премьера фильма состоялась 27 марта 2004 года в рамках кинофестиваля в Белфасте. Картина получила рейтинг R.

## Сюжет
Певица и наркоманка Эмили Ванг — жена и поставщик наркотиков рок-звезды Ли Хаузера. Когда её муж умирает от передозировки, Эмили арестовывают и приговаривают к шести месяцам тюрьмы. Отбыв наказание, Ванг отправляется в Париж, где пытается воскресить сценическую карьеру и «очиститься» от пагубного влияния наркотиков. Наконец, она решает вернуть своего маленького сына, который теперь живёт с родителями Ли в Канаде.

## В ролях
| Актёр              | Роль            |
| ------------------ | --------------- |
| Мэгги Чун          | Эмили Ванг      |
| Джеймс Джонстон    | Ли Хаузер       |
| Ник Нолти          | Альбрехт Хаузер |
| Беатрис Даль       | Елена           |
| Жанна Балибар      | Ирен Паолини    |
| Дон Маккеллар      | Вернон          |
| Марта Генри        | Розмари Хаузер  |
| Реми Мартен        | Жан-Пьер        |
| Летиция Спигарелли | Сандрин         |
| Джоана Прейсс      | Эйлин           |
| Эмили Хайнс        | Эмили Хайнс     |
| Tricky             | Tricky          |

## Награды и номинации
- 2004 — 57-й Каннский фестиваль[3][4]:
  - приз за лучшую женскую роль — Мэгги Чун
  - номинация на «Золотую пальмовую ветвь» — Оливье Ассаяс
- 2005 — Премия «Сезар»[5][6]:
  - номинация на лучшую женскую роль — Мэгги Чун
  - номинация на лучшую операторскую работу — Эрик Готье
- 2005 — Номинация на «Золотую киннару» Международного кинофестиваля в Бангкоке за лучший фильм — Оливье Ассаяс[7]
- 2006 — Номинация на приз «Indiewire Critics' Poll» за лучшую роль второго плана — Ник Нолти (5-е место)[8]
- 2007 — Номинация на премию общества независимого кино «Chlotrudis» за лучшую женскую роль — Мэгги Чун[9][10]
- 2007 — Номинация на «Prism Award» Совета индустрии развлечений[11]

## Саундтрек
Саундтрек к фильму выпущен в 2004 году под лейблом «Naïve».

### Список композиций
| Номер | Исполнитель                    | Название трека                          | Длительность |
| ----- | ------------------------------ | --------------------------------------- | ------------ |
| 01    | Brian Eno                      | An Ending (Ascent)                      | 4:18         |
| 02    | Maggie Cheung                  | Strawberry Stain                        | 4:21         |
| 03    | Brian Eno                      | Taking Tiger Mountain                   | 5:20         |
| 04    | Liz Densmore / Tricky          | Breakaway                               | 4:17         |
| 05    | Maggie Cheung                  | Down In The Light                       | 4:13         |
| 06    | Metric                         | Dead Disco                              | 3:22         |
| 07    | Brian Eno                      | Spider And I                            | 4:03         |
| 08    | The Notwist                    | Neon Golden                             | 5:54         |
| 09    | Maggie Cheung                  | Wait For Me                             | 3:30         |
| 10    | Britta Phillips / Dean Wareham | Knives From Bavaria (Sonic Boom Re-Mix) | 4:27         |
| 11    | Maggie Cheung                  | She Can’t Tell You                      | 5:16         |
| 12    | Metric                         | Dead Disco (Clean — Live Film Version)  | 3:54         |